# Prytanée Militaire de Niamey
Der Prytanée Militaire de Niamey (PMN) ist eine Militärschule in Niamey in Niger.

## Geschichte
Die den Streitkräften Nigers unterstehende Militärschule wurde am 18. November 1996 von Staatspräsident Ibrahim Baré Maïnassara gegründet. Am 26. Dezember 1997 erhielt sie ihr offizielles Statut. Der Prytanée Militaire de Niamey hatte zu Beginn 63 Schüler, die alle aus Niger stammten. In den darauffolgenden Jahren kamen Ausländer aus anderen afrikanischen Nationen hinzu.
Von 2005 bis 2010 leitete Mamane Souley die Ausbildungsstätte. Mädchen werden seit 2010 aufgenommen. Nach Mamane Souley übernahm Chaïbou Idrissa die Schulleitung. Im Jahr 2019 hatte der PMN 509 Schülerinnen und Schüler, darunter 124 Mädchen.

## Anlage und Lehrangebot
Der Prytanée Militaire de Niamey befindet sich im Arrondissement Niamey IV. Die zwischen den Stadtteilen Gamkalley und Niamey-Bas gelegene Anlage bildet administrativ ein eigenes Stadtviertel (quartier).
Das Mindesteintrittsalter beträgt 14 Jahre. Das Lehrangebot entspricht dem einer regulären allgemein bildenden Sekundarschule (collège und lycée), die mit einem Baccalauréat abgeschlossen werden kann. Integraler Bestandteil ist zusätzlich eine militärische Ausbildung. Diese umfasst unter anderem Waffenkunde, Schießunterricht und militärische Kommunikation.
Es gibt einen Schulchor und eine Schultheatergruppe. Ferner können die Schülerinnen Karate und Taekwondo ausüben.